# Berberis klossii
Berberis klossii är en berberisväxtart som först beskrevs av Baker f., och fick sitt nu gällande namn av J. E. Laferriere. Berberis klossii ingår i släktet berberisar, och familjen berberisväxter. Inga underarter finns listade i Catalogue of Life.